# Melvyn Richardson
Melvyn Michel Pierre Richardson (* 31. Januar 1997 in Marseille, Frankreich) ist ein französischer Handballer.

## Karriere
Seit Sommer 2021 läuft Richardson für den spanischen Erstligisten FC Barcelona auf. Zur Saison 2025/26 wird er zum polnischen Erstligisten Wisła Płock wechseln.
Im September 2021 wurde ihm für den Gewinn der Goldmedaille mit der französischen Nationalmannschaft bei den Olympischen Spielen in Tokio der Ritterorden der Französischen Ehrenlegion verliehen. Bei der Europameisterschaft 2024 gewann er mit Frankreich die Goldmedaille, dabei kam er in acht Spielen zum Einsatz und warf 16 Tore. Bei der Weltmeisterschaft 2025, bei der Frankreich Bronze gewann, wurde er in allen neun Partien eingesetzt und warf 30 Tore.

## Erfolge

### Verein
- EHF Champions League:
  - Sieger: 2017/18, 2021/22, 2023/24

- Spanische Meisterschaft:
  - Sieger: 2022, 2023, 2024

- Spanischer Königspokal:
  - Sieger: 2022, 2023, 2024

- Spanischer Ligapokal:
  - Sieger: 2022, 2023, 2024, 2025

- Supercopa Asobal:
  - Sieger: 2021

- Iberischer Supercup:
  - Sieger: 2022, 2023, 2024

- Katalanischer Supercup:
  - Sieger: 2021, 2022, 2023, 2024

### Nationalmannschaft

#### Erwachsene
- Weltmeisterschaft:
  - Silber: 2023
  - Bronze: 2019
  - Bronze: 2025
- Europameisterschaft:
  - Gold: 2024
- Olympische Spiele:
  - Gold: 2020

#### U-21
- Weltmeisterschaft
  - Bronze: 2017

#### U-18/U-19
- Weltmeisterschaft
  - Gold: 2015

- Europameisterschaft
  - Gold: 2014

## Auszeichnungen
- All-Star Rückraum rechts der U-18-Handball-Europameisterschaft der Männer 2014
- MVP der U-19-Handball-Weltmeisterschaft 2015
- Bester Nachwuchsspieler der Starligue 2017

## Privates
Melvyn Richardson ist der Sohn des Welthandballers des Jahres 1995 Jackson Richardson. Das Finale der Europameisterschaft 2024 verpasste er, da seine Frau das erste gemeinsame Kind an diesem Tag zur Welt brachte.